# رابینسون (مینه‌سوتا)
رابینسون (به انگلیسی: Robinson) یک منطقهٔ مسکونی در ایالات متحده آمریکا است که در شهرستان سنت لوئیس، مینه‌سوتا واقع شده‌است. رابینسون ۲۰ نفر جمعیت دارد و ۴۵۱٫۱۱ متر بالاتر از سطح دریا واقع شده‌است.